# Ex Machina: Меридиан 113
Ex Machina: Меридиан 113 (Hard Truck Apocalypse: Rise of the Clans в англоязычной версии) — компьютерная игра, продолжение Action/RPG «Ex Machina», действие которого разворачивается в Северной Америке, пережившей глобальную катастрофу. Выбор грузовиков стал шире, появилось новое оружие и детали к машине, доработана физика и искусственный интеллект, также добавлен мультиплеер. Игра получила несколько наград как лучшее дополнение.

## Сюжет
Главный герой — Бродяга — находится в поисках полумифического города Эдмонтон. Поиски заводят его в край под названием Земли Сэма — место, где всё меряется деньгами. Там он попадает под влияние Сэма. Разочарованный попыткой Бродяги проникнуть в его библиотеку, Сэм отправляет его участвовать в смертельном поединке, где Бродяга раскрывает свои незаурядные боевые навыки. Сэму нужны такие бойцы, поэтому он предлагает Бродяге работать на себя. Заручившись словом Бродяги, он решает его проверить — сначала хитростью заставляет устранить главного претендента на победу в гонке, а затем уговаривает самого Бродягу сесть за руль переделанного для гонок грейдера. После этого начинаются настоящие задания. Сэм приказывает Бродяге разобраться с беспорядками на границе его земель, где Бродяга подбирает в останках машин какой-то свиток. Не зная, что с ним делать, он везёт его Сэму. На поверку свиток оказывается старой киноплёнкой, на которой заснят момент атомного взрыва. Сэм загорается желанием достать это «чудо-оружие», после чего приказывает Бродяге выбраться на разведку в Нефтяные леса — земли, откуда были родом люди, привезшие плёнку.
В Нефтяных лесах Бродяга натыкается на старую знакомую — Одноглазую. При выполнении поручений Одноглазой, Бродяга встречается с легендарным путником Ветром. Порекомендовав включить маяк, Ветер исчезает. После включения маяка появляются странные роботы (напоминающие луноходы и насекомых одновременно). Желая получить остальные свитки, находящиеся в сокровищницах, Бродяга предлагает Одноглазой эвакуировать базу, на которую надвигаются роботы. Прикрыв отступающие грузовики от наступающих роботов, Бродяга с сожалением замечает, что Одноглазая успела забрать с собой всё. Герою ничего другого не остаётся, как погнаться за ней и покончить со всем Мировым Порядком, добывая знания для Сэма.
Возвращаясь к Сэму, Бродяга видит все больше и больше роботов. По прибытии Бродяги Сэм отбирает свитки и садится за их изучение, краем глаза приглядывая за тем, как Бродяга на выданном ему танке разбирается с роботами. По окончании сражения танк ломается, а Сэм со своим ближайшим окружением и Бродягой отправляется по мосту в Ле Канаду — туда, где спрятано чудо-оружие, туда, где сокрыт Эдмонтон.
В Ле Канаде Сэм решает разделить силы для ускорения поисков. Отделившись от остальных, Бродяга попадает под обстрел загадочной летательной машины. Чудом от неё спасшись, Бродяга встречает первых жителей странной местности. Попутно с поиском Оружия древних бродяга помогает местным очистить фабрику от роботов и с сожалением узнает, что город Эдмонтон, который он так долго искал, разрушен роботами.
Одержимый жаждой мести за разрушение города его мечты, Бродяга направляется туда, откуда пришли роботы. Там он помогает Механику отбиться от роботов, и узнает его план уничтожения фабрики роботов: Механик создал из запчастей управляемого человеком робота, который может проникнуть на фабрику под видом своего и уничтожить главный генератор, но ему всё ещё нужны некоторые запчасти. Бродяга добывает запчасти и берёт управление над прототипом. Обхитрив все системы защиты завода, Бродяга выводит из строя генератор и завод останавливается. После уничтожения завода роботов происходит схватка с Эмиссаром Оракула на летающей машине, который очень расстроился из-за уничтожения результатов всех своих трудов. Расправившись с Эмиссаром Бродяга находит в обломках машины шлем, шарф, очки, а также записи, которые являются отчетами для Оракула. В записях рассказывается о поисках некоего летательного аппарата Ньери (Ньери - инопланетная раса), приземлившегося в тех местах в 1974 году. Поиски встретили препятствие в виде неверия местных в летающие тарелки, и Эмиссару пришлось для экономии времени развернуть крупные захватнические меры. И все же была найдена информация о том, что тарелка находится где-то в районе Земель Сэма, в Ангаре № 18 . Также в записях говорится о том что был захвачен местный, согласившийся сотрудничать. Им оказывается Сэм, он убеждает Эмиссара дать ему оружие и машины, в обмен он поможет с поисками тарелки. Эмиссар соглашается, после чего Сэм рекомендует эмиссару уничтожить Бродягу, так как он хороший боец и может стать серьёзной помехой.
Решив мстить теперь уже Сэму, Бродяга отправляется в погоню за ним. Мост через Великую реку, по которому он попал в Ле Канаду оказывается взорван. Попросив помощи у Механика, Бродяга узнал про паром, про который говорил Ветер, однако, кто-то украл двигатель от парома. Отобрав (купив) у местных жителей, двигатель, которые те пытались поставить на свою летающую машину, он переправляется в Нефтяные леса. Приехав в Земли Сэма, Бродяга вызывает Сэма на поединок. Приняв вызов Бродяги, Сэм садится в комбайн. Однако Бродяга побеждает Сэма и становится правителем Земель Сэма.

## Мир игры
Мир игры богат и разнообразен. Несмотря на постапокалиптическое окружение, игра не обладает мрачной атмосферой.
Уникальна первая локация, в которую попадает игрок. Центром Земель Сэма считается город Большая Голова — самый большой и хорошо вооружённый город на мили вокруг. Город представляет собой верхнюю половину Статуи Свободы.
Как и в Ex Machina, в «Меридиане 113» много «пасхальных яиц». На протяжении игры можно встретить упоминания о десятках персонажей фильмов, игр и книг, посетить города с интересными и просто забавными названиями.
Сюжет изобилует крутыми поворотами, постоянно кажется, что финал игры уже почти близок, но очередной поворот ещё больше запутывает и сбивает с курса.

## Герои
- Бродяга — главный герой. Разъезжает по миру в поисках Эдмонтона — города-мечты — на стареньком "Скауте", в багажнике которого лежит непонятно где найденная бита. Пойдёт на всё ради личных интересов. Соглашается на службу у Сэма, хотя не испытывает к последнему тёплых чувств.
- Сэм — хитрый, незаурядный правитель со своеобразным чувством юмора. Является единственным и пожизненным правителем Земель Сэма. Образ персонажа навеян Дядей Сэмом, символом Америки.
- Эмиссар — главный герой оригинальной игры. В «Меридиане 113» предполагается, что игрок выбрал сторону Оракула, уничтожив базу Ньери в Европе. Позже Оракул посылает его за океан, найти ещё одну тарелку инопланетян. Здесь-то и пересекаются интересы нового и старого главных героев.
- Одноглазая — старая знакомая Бродяги. Мечтала поселиться в уютном домике на холме.
- Капитан Америго — предатель, возможно замешанный в похищении свитков, найденных Бродягой.
- Ветер — легендарный странник «и всё такое» (Бродяга). На своём неторопливом автомобиле бороздит просторы мира. Он первый, кто говорит Бродяге про обходной путь в Ле Канаду. Как попал в плен к разбойникам, неизвестно.

## Рецензии
«Меридиан 113» получила в целом неплохие оценки профильной прессы.
Крупнейший российский портал игр Absolute Games поставил игре 72% из 100%. Обозреватель отметил хорошую графику и игровой процесс. К недостаткам были отнесены слабо развитый процесс битв. Вердикт: «Targem Games и „Буке“ стоило бы насытить идеями дополнения оригинальную Ex Machina и выпустить настоящее „золотое издание“. А так „Меридиан 113“, которого хватает на два укуса, лишь дразнит».
Журнал «Седьмой волк», поставивший игре 74% из 100%, отметил, что «игра удалась. (...) Кое-какие огрехи (дизайн, кривая организация мультиплеера, манера подачи истории) старательно пытаются испортить удовольствие, но у них ничего не выходит. Слишком малы и несмышлены. Всё чаще и чаще отечественный разработчик радует нас действительно сильными проектами».